# Man on the Rocks
Man on the Rocks è un album in studio di Mike Oldfield pubblicato nel 2014 da Virgin EMI in formato CD ed LP. È il ventottesimo album del musicista britannico.

## Il disco
Man on the Rocks è stato prodotto da Stephen Lipson insieme a Mike Oldfield. All'album hanno partecipato il bassista Leland Sklar, il batterista John Robinson, il tastierista Matt Rollings, il chitarrista Michael Thompson e il cantante Luke Spiller insieme a Mike Oldfield stesso.
Le basi sono state registrate durante giugno 2013 nello Studio D di Village Studios, Los Angeles con il produttore Steve Lipson; Oldfield ha partecipato a queste sessioni via Skype. Oldfield ha inoltre registrato parte dell'album nel suo studio casalingo nelle Bahamas.
Il titolo provvisorio dell'album era Rock. Il brano Irene è ispirato all'uragano Irene che colpì le Bahamas nel 2011. La traccia finale è una cover di un brano gospel di William McDowell I Give Myself Away. Luke Spiller è il cantante di un altro gruppo inglese della Virgin EMI, The Struts.
L'album è stato pubblicato su CD singolo e in due edizioni deluxe (una con due CD e l'altra con tre CD), in doppio vinile colorato e come download digitale.
L'album segna il ritorno di Mike Oldfield a Virgin da quando lasciò la Virgin Records negli anni novanta, passando per la fusione della Mercury Records UK con la Virgin Records e dopo l'acquisto della Universal Music da parte della EMI.

## Tracce
Tutte le tracce sono state composte da Mike Oldfield, eccetto dove segnalato.
Disco 1/CD singolo
1. Sailing – 4:46
2. Moonshine – 5:49
3. Man on the Rocks – 6:10
4. Castaway – 6:34
5. Minutes – 4:51
6. Dreaming in the Wind – 5:28
7. Nuclear – 5:03
8. Chariots – 4:38
9. Following the Angels – 7:04
10. Irene – 3:59
11. I Give Myself Away – 5:10 (William McDowell)

Durata totale: 59:32
Disco 2 (Deluxe Edition)
1. Sailing (versione strumentale) – 4:44
2. Moonshine (versione strumentale) – 5:47
3. Man on the Rocks (versione strumentale) – 6:09
4. Castaway (versione strumentale) – 6:36
5. Minutes (versione strumentale) – 4:50
6. Dreaming in the Wind (versione strumentale) – 5:31
7. Nuclear (versione strumentale) – 5:02
8. Chariots (versione strumentale) – 4:24
9. Following the Angels (versione strumentale) – 7:04
10. Irene (versione strumentale) – 3:57
11. I Give Myself Away (versione strumentale) – 5:06 (William McDowell)

Durata totale: 59:10
Disco 3 (Deluxe Box Set)
1. Sailing (demo) – 4:14
2. Moonshine (demo) – 5:25
3. Man on the Rocks (demo) – 5:41
4. Castaway (demo) – 6:25
5. Minutes (demo) – 4:29
6. Dreaming in the Wind (demo) – 5:28
7. Nuclear (demo) – 4:55
8. Chariots (demo) – 3:54
9. Following the Angels (demo) – 6:25
10. Irene (demo) – 3:59
11. I Give Myself Away (demo) – 5:09 (William McDowell)
12. Sailing (missaggio alternativo) – 4:46
13. Dreaming in the Wind (missaggio alternativo) – 5:29
14. Following the Angels (missaggio alternativo) – 7:05
15. I Give Myself Away (missaggio alternativo) – 5:09 (William McDowell)

Durata totale: 78:33

## Musicisti
- Mike Oldfield – chitarra
- Leland Sklar – basso elettrico
- John Robinson – batteria
- Matt Rollings – tastiere
- Michael Thompson – chitarra
- Luke Spiller – voce
- Stephen Lipson – produttore
- Chris Owen – ingegnere
- Howard Willing – ingegnere

## Citazioni e omaggi
- Il brano Nuclear è stato scelto da Hideo Kojima per il trailer del videogioco Metal Gear Solid V: The Phantom Pain, presentato all'Electronic Entertainment Expo 2014.